# Hands Open
Hands Open is een nummer van de alternatieve-rockband Snow Patrol. Het werd uitgebracht als de tweede Amerikaanse single van het vierde studioalbum Eyes Open uit 2006.

## Achtergrondinformatie
Het nummer bereikte door airplay op de Amerikaanse modern rock radiostations de 21ste positie in de US Billboard Modern Rock Tracks. In de brug wordt er verwezen naar de Amerikaanse indiefolk singer-songwriter Sufjan Stevens en diens nummer Chicago. Het nummer is te horen in het videospel LMA Manager 2007.

## Tracklist

### Amerikaanse cd-promotiesingle
1. "Hands Open" — 03:17

### Download
1. "Hands Open (Freelance Hellraiser Remix)" — 06:30

### Hands Open / Chasing Cars
1. "Hans Open" (Live) — 03:15
2. "Chasing Cars" (Live) — 04:28